# Pigasus Award
Premio Pigasus (en inglés: Pigasus Award) es el nombre de un premio irónico que concede el notable escéptico James Randi. Con el premio, Randi pretende poner en evidencia los fraudes más escandalosos de la parasicología, lo paranormal y los fenómenos psíquicos que han sucedido a lo largo del año. Randi normalmente anuncia los ganadores del premio el 1 de abril (April fools' day) de cada año, equivalente anglosajón del día de los Santos Inocentes.

## Historia
Inicialmente el premio fue llamado el Uri Award, en honor a Uri Geller, y fue anunciado por primera vez en el apéndice del libro de Randi Flim-Flam!. En el libro también figuran los ganadores del premio en 1979, 1980 y 1981. 
En Flim-Flam! Randi afirma:

«El trofeo consiste en una cuchara de acero inoxidable doblada (mediante poderes paranormales, por supuesto) sobre una base de plástico. Tenga en cuenta que la base es débil y muy transparente. Yo soy el responsable de la nominación de los candidatos. Los sobres sellados serán leídos por mí, con los ojos vendados, en la ceremonia del 1 de abril. Cualquier reclamación sin fundamento es racionalizada de una forma parapsicológicamente aprobada, y los resultados serán publicados inmediatamente sin ser comprobados de ninguna manera. Los ganadores son notificados telepáticamente y se les permite predecir su victoria de antemano.»
James Randi

El hecho de que el trofeo sea una cuchara doblada es una referencia a Uri Geller, que afirmaba poseer una habilidad para doblar cucharas. 
El logotipo, que consiste en un cerdo alado, fue diseñado para el sitio web de Randi por el artista alemán Jutta Degener en 1996. El nombre de "Pigasus" fue elegido por Randi de entre todas las sugerencias que le llegaron por correo electrónico. El nombre del premio es una contracción del término cerdo (pig) con el mitológico Pegaso (Pegasus), haciendo referencia a la expresión "When Pigs Fly" (Cuando los cerdos vuelen)
Randi no concedió ningún Uri Award durante varios años después de que introdujera el concepto en su libro Flim-Flam! pero en 1997 retomó la idea y cambió el nombre del premio por "Pigasus". Randi anunció los ganadores a través de su boletín informativo SWIFT! en el que afirmó: «Los premios se anuncian a través de la telepatía, a los ganadores se les permite predecir su victoria y los trofeos del Flying Pig se transmiten a través de telequinesis. Se los enviamos; si no los reciben, es porque probablemente fallan sus poderes paranormales».
Los Premios Pigasus no se han celebrado todos los años. No se hizo mención de los beneficiarios en 1997, 1998, 2000 y 2002.

## Categorías
En Flim-Flam! se especifican las cuatro categorías que engloban a los ganadores del Uri Award:
1. Al científico que haya hecho o dicho la cosa más tonta relacionada con la parapsicología en los doce meses precedentes.
2. A la organización que subvencione el estudio parapsicológico más inútil del año.
3. Al medio de comunicación que haya dado como cierta la afirmación parapsicológica más descabellada.
4. Al «mentalista» que haya conseguido engañar al mayor número de personas con el menor esfuerzo.

En 2003 los Pigasus awards se clasificaban en 4 categorías. En 2005 se añadió una nueva categoría a los premios: "A la negativa más tozuda a enfrentarse a la realidad".

## Premiados

### Categoría 1 - Científicos
- 1979 — El profesor William A. Tiller, quien afirmó que aunque las evidencias de fenómenos psíquicos eran muy inconsistentes y que los testigos son de dudosa credibilidad, deben ser tomados en serio “porque hay mucho sobre ello”.
- 1980 — Isaac Bashevis Singer, por creer en los demonios.
- 1981 — Charles Tart, por descubrir que cuanto más lejanos están los acontecimientos futuros, más difícil es predecirlos.
- 1996 — El científico/físico Ed May, que encabezó el proyecto de la CIA sobre la "visión remota".[7]
- 1999 — La junta de educación de Kansas, por eliminar del programa de los escolares el estudio de la teoría de la evolución.
- 2001 — Gary Schwartz, profesor de psicología de la Universidad de Arizona, por sus estudios sobre parapsicología.
- 2003 — Manto Tshabala-Msimang, Ministra de Sanidad de Sudáfrica, por aprobar la medicina alternativa como tratamiento eficaz contra el sida.
- 2004 — Dr. Rogerio Lobo, profesor/director del departamento de obstetricia y ginecología de la Universidad de Columbia, por firmar el documento Does Prayer Influence the Success of in Vitro Fertilization-Embryo Transfer?[8]
- 2005 — Brenda Dunne, gerente del Princeton Engineering Anomalies Research Lab, por su doble discurso, al afirmar que los "resultados experimentales manifiestan un aumento del contenido de la información que solo se puede atribuir a la influencia de la conciencia del ser humano", sosteniendo al mismo tiempo que el PEAR "no busca demostrar habilidades paranormales".
- 2006 — El biólogo Rupert Sheldrake, que llevó a cabo una investigación financiada por el Trinity College, Cambridge sobre su teoría de la “telefonía telepática”, según la cual algunos individuos son capaces de saber quién está llamando antes de descolgar el teléfono o mirar el identificador de llamadas.[9]
- 2007 — El promotor del diseño inteligente y profesor de bioquímica de la Universidad de Lehigh Michael Behe, autor del libro libro The Edge of Evolution.
- 2008 —  El psiquiatra texano Colin A. Ross, por afirmar que era capaz de emitir rayos electromagnéticos con sus ojos.[10]
- 2009 — Mehmet Oz, por su promoción de terapias energéticas como el reiki.
- 2010 — El ingeniero de la NASA Richard B. Hoover y el Journal of Cosmology; a Hoover por afirmar sin funamentos haber hallado evidencia de vida microscópica en meteoritos y al Journal of Cosmology por publicar artículos que promovían la idea sin fundamento científico que la vida surgió antes de la formación de las primeras estrellas y se esparció a través del universo primigenio en meteoritos.[11][12][13]
- 2011 — Daryl Bem, por su insustancial investigación que ha sido desacreditada en varias ocasiones por importantes críticos, tales como los doctores Richard Wiseman, Steven Novella, y Chris French.[14]
- 2013 — Stanislaw Burzynski, por "[vender] costosas curas del cáncer al administrar 'antineoplastones', que les costaban decenas de miles de dólares a sus clientes y las cuales nunca demostraron ser eficaces en pruebas controladas".[15]

### Categoría 2 - Organizaciones
- 1979 — La Fundación McDonnell, por conceder 500.000 dólares a la Universidad Washington en San Luis para estudiar la habilidad para doblar cucharas.
- 1980 — La Millennium Foundation, por ofrecer 1 millón de dólares para investigaciones parapsicológicas.
- 1981 — El Pentágono, por gastarse 6 millones de dólares para determinar si la quema de una foto de un misil soviético provocaría la destrucción del propio misil.
- 1996 — Robert Bigelow, por financiar el proyecto de John Edward Mack y Budd Hopkins y por la compra del llamado Skinwalker Ranch en Utah, un lugar donde supuestamente tuvieron lugar ataques de ovnis, "portales interdimensionales" y "mutilaciones de ganado."[7]
- 1999 — La Administración de Recursos Humanos de Nueva York, por formar a los beneficiarios de ayudas sociales como psíquicos.
- 2001 — La Universidad de París, por conceder un doctorado en sociología a Elizabeth Teissier por su tesis de 900 páginas sobre la validez de la astrología.
- 2004 — Laboratorio de Investigación de la Fuerza Aérea de los Estados Unidos, que pagó 25.000 dólares al Dr. Eric W. Davis (PhD, FBIS) de una compañía de Las Vegas llamada Warp Drive Metrics para estudiar el "transporte de personas por medios psíquicos" y el "transporte a través de dimensiones espaciales adicionales o universos paralelos."[16]
- 2005 — Ayuntamiento de Auckland, Nueva Zelanda, por una donación de 2.500 dólares neozelandeses a la Foundation For Spiritualist Mediums "para enseñar a la gente a comunicarse con los muertos".
- 2006 — Templeton Foundation, por gastarse 2,4 millones de dólares y 10 años de investigación en un estudio sobre la efectividad de rezar.[9]
- 2007 — La Casa Blanca, descrita por Randi como una organización "basada en la fe".
- 2008 — Logan Craft, Walt Ruloff y John Sullivan, productores del “documental” Expelled: No Intelligence Allowed (Expulsado: no se permite la inteligencia), que presenta el diseño inteligente como una alternativa razonable a la teoría de la evolución y que considera discriminados en el sistema científico a los creacionistas.
- 2009 — Ministerio del interior de Irak, por gastar millones en un detector de bombas zahorí, conocido como ADE 651.
- 2010 — CVS Pharmacy, por su apoyo a los medicamentos homeopáticos.[11][12][17]
- 2011 — Universidad de Siracusa, por su continua promoción y apoyo de la comunicación facilitada.[14]
- 2012 — Pumpkin Hollow Retreat Center, por su financiamiento y promoción de la espuria "modalidad de sanación contemporánea que evolucionó a partir de la imposición de manos" llamada toque terapéutico.[15]

### Categoría 3 – Medios de comunicación
- 1979 — Prentice Hall y American International Pictures, por anunciar a Terror en Amityville como "Una historia verdadera".
- 1980 — El programa ¡Es increíble!, por afirmar que un simple truco de magia era verdadero. El mago, James Hydrick, admitió después que solo se trataba de un burdo truco.
- 1981 — La estación de televisión KNBC de Los Ángeles, por aceptar el bulo de Tamara Rand sin comprobarlo.
- 1996 — Se premió colectivamente a todos aquellos medios de comunicación que perpetuaron el incidente OVNI de Roswell.[7]
- 1999 — El presentador Bill Maher, por entrevistar a un gran número de psíquicos.
- 2004 — La película ¿¡Y tú qué sabes!?.
- 2005 — El programa Primetime Live de la ABC, por su especial "John of God", sobre el “cirujano psíquico” João Teixeira.
- 2006 & 2007 —Al presentador Montel Williams, por promocionar a Sylvia Browne en su talk show.[9]
- 2008 — Los canales de la televisión por cable, por anunciar en horario de madrugada productos milagrosos y servicios pseudocientíficos, como el alargador de pene Enzyte[10] y las líneas telefónicas de videntes.
- 2009 — The Oprah Winfrey Show.
- 2010 — Mehmet Oz, por promover prácticas médicas fraudulentas.[11][17][18]
- 2011 — TLC, por emitir una variedad de programas que promueven la creencia en fenómenos paranormales.[14]
- 2012 — Syfy, por promover la creencia en fenómenos paranormales a través de varios programas emitidos en su canal.[15]

### Categoría 4 – Mentalistas
- 1979 — Philip Jordan, que fue contratado por el Defensor Público RL Miller del Condado de Tioga, Nueva York, para ayudar en la elección de los miembros del jurado por sus "auras".
- 1980 — Dorothy Allison, un ama de casa con poderes psíquicos que fue solicitada para resolver una serie de asesinatos en Atlanta. Lo único que consiguió fue ofrecer a la policía 42 nombre diferentes del posible asesino.
- 1981 — Tamara Rand, por afirmar haber predicho el intento de asesinato del presidente estadounidense Ronald Reagan meses antes de que sucediera. En realidad, lo hizo un día después del suceso.
- 1996 — Sheldan Nidle, por predecir que el fin del mundo llegaría el 17 de diciembre de 1996. A continuación, explicó que realmente había llegado pero que no somos conscientes de ello.[7]
- 1999 — Nostradamus
- 2001 — John Edward
- 2003 & 2004 — Sylvia Browne
- 2005 — Allison DuBois, por servir de inspiración para la serie de televisión de la NBC Medium.
- 2006 — Uri Geller.[9]
- 2007 — El artista suizo Vincent Raven, por sus trucos en el programa The Next Uri Geller.
- 2008 — Jenny McCarthy, modelo de Playboy y actriz, por animar a la gente a que no ponga la vacuna triple vírica a sus hijos, ya que según ella hacerlo puede provocar que padezcan autismo, discapacidad que dice que padeció su hijo tras la vacunación y de la cual sostiene que se ha recuperado.[10]
- 2009 — Chip Coffey, por su programa de televisión Psychic Kids.
- 2010 — El teleevangelista Peter Popoff, por ofrecer "cancelación de deudas sobrenatural".[11][12][17]
- 2011 — Theresa Caputo, por "participar en un total sinsentido".[14]
- 2012 — Alex Jones, por la continua promoción de fraudes médicos y teorías de conspiración sin fundamentos en su programa radial.[15]

### Categoría 5 – Negativa a afrontar la realidad
- 2005 — Journal of Reproductive Medicine, por negarse a denunciar el desacreditado documento denominado Cha/Wirth, Does Prayer Influence the Success of in Vitro Fertilization-Embryo Transfer, que JRM publicó. El documento de Rogerio Lobo ganó Pigasus Award en 2004.
- 2008 — Kevin Trudeau, escritor promotor de productos y dietas milagro que, entre otras cosas, ha llegado a decir que comer calcio de coral cura el cáncer, y sigue vendiendo libros plagados de mentiras aun cuando ha sido condenado varias veces por fraude por la justicia ordinaria y multado por publicidad engañosa por la Comisión Federal de Comercio (FTC).[10]
- 2009 — Cienciólogos.
- 2010 — Andrew Wakefield, el investigador que dio origen al moderno pánico antivacunas con afirmaciones sin fundamento que relacionaban a la vacuna triple vírica con el autismo, las cuales no han sido confirmadas por investigación alguna.[11][12][13][17][18]
- 2011 — James Van Praagh, que impulsa teorías sobre fantasmas a pesar de haber sido desmentido varias veces por Randi.[14]
- 2012 — Mehmet Oz, por su continua promoción de prácticas médicas fraudulentas, creencia en lo paranormal y pseudociencia.[15]